# Burcin
Burcin é uma comuna francesa na região administrativa de Auvérnia-Ródano-Alpes, no departamento de Isère. Estende-se por uma área de 6,69 km². Em 2010 a comuna tinha 445 habitantes (densidade: 66,5 hab./km²).